# Javier Payeras
Javier Payeras (* 1974 in Guatemala-Stadt) ist ein guatemaltekischer Dichter, Romancier und Essayist. 
Ab 1998 schloss er sich nach dem Bürgerkrieg der neuen Bewegung Casa Bizarra, einem Projekt von jungen Künstlern aus der Post-Konflikt-Generation, an. Sein Roman Ruido de fondo trägt deutlich autobiographische Züge.

## Werke
1. Soledad Brother (Poesie, 2003)
2. Soledad Brother (Poesie, 2003)(Bühnenfassung von Luis Carlos Pineda und Josué Sotomayor) Cultural Center von Spanien in Guatemala und Catafixia Redakteure
3. Ruido de Fondo (Roman, 2003)
4. Afuera (Roman, 2006)
5. Las palabras que luego abandonamos (Poesie, 2007)
6. Lecturas menores (Kritiken und literarische Essays, 2008)
7. Dos de sal Gema / Relatos autodidactas (Poesie, 2008)
8. Días Amarillos (Roman, 2009)
9. Post-its de luz sucia (Poesie, 2009)
10. Soledadbrother & relatos de autodidactas (Poesie, 2011)
11. La resignación y la asfixia (Poesie, 2011)
12. limbo (Roman, 2011)
13. Fonds john zorn Album